# Bob ai XIII Giochi olimpici invernali - Bob a quattro maschile
La gara di bob a quattro maschile ai XIII Giochi olimpici invernali si è disputata il 23 febbraio e il 24 febbraio a Lake Placid.

## Atleti iscritti
| America (12)                                          | America (12)                                 | America (12)                |
| ----------------------------------------------------- | -------------------------------------------- | --------------------------- |
| - Canada (4)                                          | - Stati Uniti (8)                            |                             |
| Europa (56)                                           |                                              |                             |
| - Austria (8) - Germania Est (8) - Germania Ovest (8) | - Italia (4) - Regno Unito (8) - Romania (8) | - Svezia (4) - Svizzera (8) |

## Risultati
| Pos. | Nazione           | Atleti                                                                   | Manche1 | Manche2 | Manche3 | Manche4 | Totale  | Distacco |
| ---- | ----------------- | ------------------------------------------------------------------------ | ------- | ------- | ------- | ------- | ------- | -------- |
|      | Germania Est I    | Meinhard Nehmer Bogdan Musiol Bernhard Germeshausen Hans Jürgen Gerhardt | 59.86   | 1:00.03 | 59.73   | 1:00.30 | 3:59.92 |          |
|      | Svizzera I        | Erich Schärer Ulrich Bächli Rudolf Marti Joseph Benz                     | 1:00.31 | 1:00.41 | 1:00.02 | 1:00.13 | 4:00.87 | +0.95    |
|      | Germania Est II   | Horst Schönau Roland Wetzig Detlef Richter Andreas Kirchner              | 1:00.24 | 1:00.35 | 1:00.04 | 1:00.34 | 4:00.97 | +1.05    |
| 4    | Austria I         | Fritz Sperling Heinrich Bergmüller Franz Rednak Bernhard Purkrabek       | 1:00.75 | 1:00.77 | 1:00.41 | 1:00.69 | 4:02.62 | +2.70    |
| 5    | Austria II        | Walter Delle Karth Franz Paulweber Gerd Zaunschirm Kurt Oberhöller       | 1:00.91 | 1:01.12 | 1:00.25 | 1:00.67 | 4:02.95 | +3.03    |
| 6    | Svizzera II       | Hans Hiltebrand Ulrich Schindler Walter Rahm Armin Baumgartner           | 1:01.13 | 1:01.00 | 1:00.54 | 1:01.02 | 4:03.69 | +3.77    |
| 7    | Germania Ovest I  | Peter Hell Hans Wagner Heinz Busche Walter Barfuß                        | 1:01.14 | 1:01.22 | 1:00.57 | 1:01.47 | 4:04.40 | +4.48    |
| 8    | Romania I         | Dragoş Panaitescu-Rapan Dorel Cristudor Sandu Mitrofan Gheorghe Lixandru | 1:01.42 | 1:01.32 | 1:00.61 | 1:01.33 | 4:04.68 | +4.76    |
| 9    | Gran Bretagna I   | Jonnie Woodall Tony Wallington Corrie Brown John Howell                  | 1:01.44 | 1:01.42 | 1:00.98 | 1:01.08 | 4:04.92 | +5.00    |
| 10   | Germania Ovest II | Alois Schnorbus Lothar Pongratz Jürgen Hofmann Martin Meinberg           | 1:01.54 | 1:01.47 | 1:00.93 | 1:01.21 | 4:05.15 | +5.23    |
| 11   | Italia I          | Andrea Jory Edmund Lanziner Georg Werth Giovanni Modena                  | 1:01.26 | 1:01.66 | 1:01.01 | 1:01.37 | 4:05.30 | +5.38    |
| 12   | Stati Uniti I     | Bob Hickey Jeff Jordan Willie Davenport Jeff Gadley                      | 1:01.49 | 1:01.81 | 1:01.04 | 1:01.77 | 4:06.11 | +6.19    |
| 13   | Stati Uniti II    | Howard Siler, Jr. Joe Tyler Jeff Jost Dick Nalley                        | 1:01.49 | 1:01.69 | 1:01.30 | 1:01.72 | 4:06.20 | +6.28    |
| 14   | Romania II        | Constantin Iancu Ion Duminicel Doru Frîncu Constantin Obreja             | 1:01.85 | 1:02.16 | 1:01.74 | 1:01.76 | 4:07.51 | +7.59    |
| 15   | Gran Bretagna II  | Jackie Price Gomer Lloyd Andrew Ogilvy-Wedderburn Nick Phipps            | 1:01.79 | 1:01.90 | 1:02.11 | 1:01.89 | 4:07.69 | +7.77    |
|      | Svezia I          | Carl-Erik Eriksson Peter Jansson Runald Beckman Kenth Rönn               | 1:01.01 | 1:01.00 | 1:00.36 | DSQ     |         |          |
|      | Canada I          | Martin Glynn Alan MacLachlan Serge Cantin Robert Wilson                  | 1:01.76 | 1:02.25 | DNF     |         |         |          |